# Свами Шивананда
Свами Шивананда Сарасвати (на английски: Swami Sivananda Saraswati, деванагари: स्वामी शिवानन्द सरस्वती, 8 септември 1887 – 14 юли 1963) е индийски гуру, проповедник на йога и веданта. Той основава Обществото за божествен живот в Ришикеш, Утаракханд през 1936 г. и пише близо 300 книги върху йога, веданта и много други теми.

## Живот

### Ранен живот
Свами Шивананда е роден на 8 септември 1887 г. в село Патамадаи, Тамил Наду, Индия в набожното семейство на П. С. Венгу Айер, служител по държавните приходи и поклонник на бог Шива и Парвати Аммал, които му дават името Купусвами. Той е отличен ученик и добър атлет и гимнастик. Проявява състрадание към бедняците и към животните. След завършване на средно образование влиза в колежа в Тиручирапали, където участва в дебати и пиеси. През 1905 г. играе Елена в пиесата от Шекспир Сън в лятна нощ. След три години в колежа се прехвърля в медицинския институт в Танджор, където е превъзходен студент. След завършването на института започва да работи като лекар в Тиручи и със заем от 100 рупии от майка си започва да издава медицинското списания Амброзия. Често дава списанието безплатно, тъй като се срамува да иска пари. Скоро след смъртта на баща му д-р Купусвами е извикан на служба в Малайзия и той заминава на борда на кораба Тара през 1913 г. В Малайзия д-р Купусвами практикува медицина в продължение на десет години, създавайки си репутация за всеотдайността си и отмяната на таксите за бедни пациенти. Един индуистки аскет му дава книгата на духовна тематика Джива Брахма Айкям, която запалва интереса му към духовността. Той започва да чете книги от Свами Рама Тиртха, Свами Вивекананда, Шанкара, Подражание на Христа от Тома Кемпийски, Библията и книги от Теософското общество. Той практикува йога асани, молитва и поклонение всекидневно и изучава Бхагавад гита, Махабхарата, Рамаяна и Бхагавата пурана. С течение на времето, той получава усещането, че медицината лекува само повърхностно и през 1923 г. изоставя доходната си професия и се връща в Индия в търсене на духовно просветление.

### Посвещение
Купусвами акостира в Мадрас и посещава Варанаси, Насик, Пуна и Ришикеш, където среща своя гуру Свами Вишвананда Сарасвати на 1 юни 1924 г., който го посвещава в монашеския орден основан от Шанкара дасанами сампрадая и му дава името Шивананда. Тъй като Купусвами прекарва само няколко часа със своя гуру, пълната церемония за посвещение е изпълнена по-късно от Свами Вишнудевананда, глава на ашрама Кайлаш. След посвещението си Шивананда се установява в Ришикеш и се посвещава на усилена духовна практика. Той практикува аскетизъм в продължение на няколко години, но също така помага на болните. С пари от застрахователна полица Шивананда основава медицински пункт в Лакшманджула през 1927 г. и служи на поклонници, светци и бедняци, използвайки медицинските си знания. Духовната практика на Шивананда кулминира в преживяване на нирвикалпа самадхи (екстатично свръхсъзнание).
След няколко години Шивананда се отправя на пътешествие из цяла Индия и посещава много светилища и светци, включително Рамешварам и ашрамите на Шри Ауробиндо и на Рамана Махариши в Южна Индия, Бадринат в Утаракханд и прави посещение на езерото Манасаровар при връх Кайлаш (в Тибет) през 1931 г. Води санкиртан (групови религиозни песнопения) и изнася беседи.

### Мисия
По време на престоя му в Ришикеш и пътуванията му из Индия при Свами Шивананда идват хора в търсене на водачество по духовната пътека. Той позволява на някои от тях да живеят при него и ги обучава. Шивананда иска от учениците си да изпращат кратките му статии за публикуване и постепенно започва да се прочува и да има успех с публикациите си. Броят на последователите му се увеличава. Свами Шивананда основава Обществото за божествен живот в Ришикеш през 1936 г., чиято първа квартира е краварник. Впоследствие е построен Шиванандашрам и възниква поселението Шивананданагар. Издаването на месечното списание Божественият живот започва през септември 1938 г. На 3 декември 1943 г. започва непрестанното пеене на махамантрата Харе Рама Харе Кришна, за да се повлияе на световното съзнание, което е силно помрачено от Втората световна война. Шивананда изпраща книги за йога и веданта на Йосиф Сталин, Уинстън Чърчил и Хари Труман.

През 1945 г. основава Аюрведическа аптека, Йога-ведантическата горска академия през 1948 г., Шивананда очна болница през 1957 г. 
 През 1950 г. прави проповедническа обиколка на Индия и Цейлон, по време на която говори и по радиостанции, а през 1953 г. организира Световен парламент на религиите в Ришикеш.
В своето учение Шивананда синтезира различните пътеки на йога, бхакти йога (йога чрез преданост и любов към Бог), карма йога (йога чрез служене), джнана йога (йога чрез мъдрост), хатха йога (йога чрез упражнения) и раджа йога (йога чрез медитация), наричайки подхода си „йога на синтеза“.

## Философия
Брахман или абсолютната душа е единствената реалност. Всичко във вселената в крайна сметка се обхваща от Брахман. Смъртта не е края, а е епозид в светския живот. Светлината на чистата мъдрост позволява на живота, джива (индивидуалната душа) да осъзнае формата на Брахман, Върховната душа. Светът и егото са нереални. Тази вселена не е нищо друго освен разнообразие на Мая. Единствено умът е вселената. Светът е проявление на ума като такъв чрез силата на Брахман. Тези, които не търсят атман ще видят реален светът, който не е нищо освен природата на санкалпа (мисъл). Санкалпа се проявява като джива, Ишвара и Вселената. Всички неща, които изглеждат различни всъщност са единствено светлина на Брахман, накратко, светът статичен означава Брахман. Брахман в движение е светът.

## Смърт
Свами Шивананда постига махасамадхи (съзнателно напускане на тялото си) в своя кутир (бунгало) на 14 юли 1963 г. след продължително заболяване. На мястото е издигнато малко светилище.

## Книги
Свами Шивананда е написал 296 книги, главно на английски език, на многобройни теми: метафизика, йога, религия, западна философия, психология, есхатология, етика, изящни изкуства, образование, здраве, поговорки, писма, автобиография, биографии, разкази, пиеси, послания, лекции, диалози, есета и антология. Шивананда пише коментари върху Бхагавад гита, Брахма сутра и някои от важните Упанишади. В книгите си той набляга на практическото приложение на йогическата философия. Негово мото е: „Една унция практика е по-добра от един тон теория. Практикувайте йога, религия и философия във всекидневния си живот и постигнете себереализация.“ В своята Автобиография Шивананда пише, че не е привързан към авторското право и позволява на издатели да издават книгите му, като получава част от тиража като дарение. Сега книгите му се публикуват от Обществото за божествен живот.

## Ученици
Някои от учениците на Свами Шивананда на свой ред стават гурута и основават свои организации, включително на Запад: Свами Сатянанда (Мунгир, Бихар), Свами Вишнудевананда (Монреал, Квебек), Свами Чинмаянанда (Мумбай, Махаращра и Пиърси, Калифорния), Свами Сатчидананда (Йогавил, Вирджиния). От учениците останали в Обществото за божествен живот най-видни са Свами Чидананда (президент), Свами Кришнананда (генерален секретар) и Свами Венкатесананда, който основава клон в Южна Африка.

## 18-те качества
Свами Шивананда разглежда добродетелите, които всеки тръгнал по духовната пътека може да развива, накратко в 18 качества:
Спокойствие, Редовност, Липса на суета, Искреност, Простота, Правдивост, Уравновесеност, Устойчивост, Недразнимост, Приспособимост, Смиреност, Упоритост, Почтеност, Благородство, Великодушие, Благотворителност, Щедрост, Чистота.